# Gelendżyk
Gelendżyk (ros. Геленджик) – miasto w Rosji, w Kraju Krasnodarskim, popularny kurort na kaukaskim wybrzeżu Morza Czarnego.

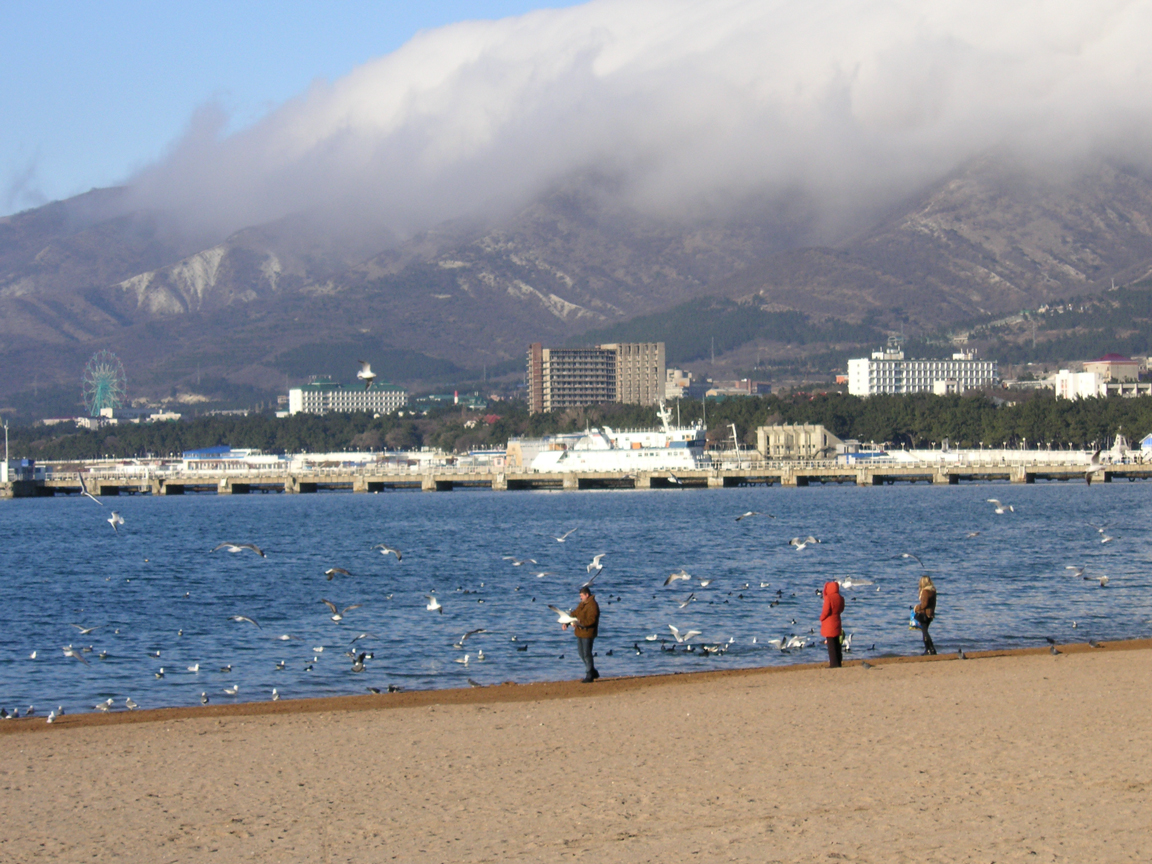
Widok na miasto

Miasto położone 25 km na południowy wschód od Noworosyjska, nad Zatoką Gelendżycką. Aglomeracja wynosi około 116 tys. osób (2020).
3 tysiące lat p.n.e. pierwsze osadnictwo w tym rejonie, po którym pozostały ślady w postaci megalitycznych dolmenów. W IV wieku n.e. nad zatoką założona została grecka osada handlowa Torik (gr. Τορικος), potem miasta bizantyjskie Pagry i Jeptała. Później zamieszkana przez Adygejczyków, nazwa od tureckiego słowa „gelend-żyk”, co oznacza białą niewiastę.
Od XV wieku do 1829 w Imperium Osmańskim na mocy warunków pokoju w Adrianopolu w 1829 roku. W 1831 założona rosyjska osada Gelendżyk przez generała Jermołaja Bierchmana. W latach 1854–1857 w czasie wojny krymskiej zniszczony i dopiero w 1864 powstała wojskowa stanica Gelendżykskaja, od 1896 wielonarodowa wieś.
W 1900 otwarto tu pierwsze sanatorium, od 1907 kurort, w 1913 otwarto sanatorium dziecięce dla dzieci chorych na gruźlicę. Od 1915 status miasta.
W mieście rozwinął się przemysł materiałów budowlanych oraz spożywczy.

## Rezydencja Prezydenta Rosji
W styczniu 2021 opozycjonista rosyjski Aleksiej Nawalny opublikował film pt. Pałac dla Putina z wynikami śledztwa, w którym dowodzi, że koło uzdrowiska nad brzegiem morza znajduje się luksusowa rezydencja na powierzchni 7 tysięcy hektarów, o charakterze pałacowym, formalnie należąca do Federalnej Służby Bezpieczeństwa, a faktycznie do prezydenta Rosji, Władimira Putina. Władze rosyjskie dementują ten fakt.
Pierwsze informacje o tzw. kompleksie wypoczynkowym Putina pojawiły się pod koniec grudnia 2010 roku. W styczniu 2011 portal Русский Викиликс (Russkij Wikiliks) opublikował kilkadziesiąt fotografii (zarówno zewnętrznych, jak i wewnętrznych) tego budynku, wykonanych, jak można sądzić z ich treści, przez pracowników prowadzących prace wykończeniowe.

## Miasta partnerskie
- Angoulême
- Hildesheim
- Blyth